# Antoni Pascual i Cugat
Antoni Pascual i Cugat (Reus, 1858 - La Selva del Camp, 1921) va ser un industrial català.
Estudià batxillerat a Reus, a l'ex-convent de sant Francesc regentat pels escolapis. Després, el seu pare, Antoni Pascual Vallverdú, important industrial reusenc l'envià a Lió, a França, a l'escola de Comerç, on estudià teoria tèxtil i organització empresarial. Estudià també a l'escola d'Economia Política i a l'Acadèmia Nacional de Belles Arts. Al tornar a Reus, es dedicà a la indústria familiar, La Sedera Reusense, coneguda com a "la Sedera del Pascual". Va ser un dels impulsors de l'Associació Catalanista de Reus, entitat de la que fou secretari, i col·laborà assíduament en el portaveu de l'entitat, La Veu del Camp. Participà en altres periòdics: Lo Somatent i La Veu de la Comarca, de Valls, i fundà, juntament amb Ramon Casals i Vernis, la revista d'art Reus Artístich. Va ocupar càrrecs directius al Centre de Lectura i col·laborà en la seva revista en diverses èpoques. Va ser un dels fundadors del Pantà de Riudecanyes i defensor del projecte del Pantà del Francolí, que no s'arribà a realitzar. Va ser membre de la Cambra Oficial de Comerç i Indústria de Reus i conseller del Banc de Reus i del Banc d'Espanya.